# Fouvent-Saint-Andoche
Fouvent-Saint-Andoche is een gemeente in het Franse departement Haute-Saône (regio Bourgogne-Franche-Comté) en telt 236 inwoners (2011). De plaats maakt deel uit van het arrondissement Vesoul.

## Geografie
De oppervlakte van Fouvent-Saint-Andoche bedraagt 37,0 km², de bevolkingsdichtheid is 6,4 inwoners per km².
De onderstaande kaart toont de ligging van Fouvent-Saint-Andoche met de belangrijkste infrastructuur en aangrenzende gemeenten.

## Demografie
Onderstaande figuur toont het verloop van het inwonertal (bron: INSEE-tellingen).

1. ↑  Populations de référence 2022.